# Olof Johansson Löfvenadler
Olof Johansson Löfvenadler, född 23 juli 1800 i Höreda, död 26 december 1852 i Katarina församling, Stockholm. Han var en klavermakare i Stockholm verksam 1830-1852.

## Biografi
Löfvenadler föddes 23 juli 1800 i Höreda. Han var son till bonden Jan Nilsson och Greta Jonsdotter. Löfvenadler blev 1825 gesäll hos instrumentmakaren Wilhelm Bothe i Stockholm. 1826 flyttade Löfvenadler till S:t Perstsburg men återkom till Bothe samma år. 1827 flyttade han till Toresunds socken. Från 1835 bodde han i kraveters Ormen större 4 i Maria Magdalena församling, Stockholm. 1844 bodde han i kvarteret Barnängen mindre i Katarina församling. Löfvenadler avled 26 december 1852 i Katarina församling, Stockholm.